# Uppsala Spårvägar
Uppsala Spårvägar var sporvejene i Uppsala.
Sporvejsnettet åbnedes 11. september 1906 og nedlagdes 12. oktober 1953. Det var normalsporet (1435 mm).
Vogn nr. 10 bevaret af Svenska Spårvägssällskapets Museispårvägen Malmköping og nr. 12 (tidligere Odense nr. 12) hos Sporvejsmuseet Skjoldenæsholm.

## Ekstern henvisning
- Karta över spårvägsnätet – Svenska Spårvägssällskapet Arkiveret 28. september 2007 hos  Wayback Machine
- Spårvagnar i Uppsala – Mycket förnämlig privat sida med bland annat mycket bildmaterial Arkiveret 7. juni 2008 hos  Wayback Machine
- Uppsala lokaltrafik 100 år – Privat sida med bland annat foto på Uppsalavagn n:r 10 Arkiveret 2. maj 2008 hos  Wayback Machine
- Svenska Spårvägssällskapet, med spårvägsmuseet i Malmköping, med bland annat foto på Uppsalavagn n:r 10 i Malmköping Arkiveret 4. juli 2008 hos  Wayback Machine
- Sporvognsrejser: Uppsala Spårvägar (US)